# Jean Grégoire Barthélemy Rouger de Laplane
Jean Grégoire Barthélemy Rouger de Laplane (* 13. Oktober 1766 in Mourvilles-Hautes; † 16. Juni 1837 ebenda) war ein französischer Général de division der Infanterie. 

## Leben
Am 3. Mai 1782 trat er mit 16 Jahren in die Gendarmes de la garde (→Maison militaire du roi de France) ein. Er konnte sich schon bald durch Tapferkeit auszeichnen und wurde bereits früh ein Anhänger Napoleons. 
Als dieser 1796 seinen Italienfeldzug plante, wurde Rouger de Laplane in dessen Stab aufgenommen. Als solcher kämpfte er u. a. bei Montenotte (12. April 1796), Dego (14./15. April 1796) und an der Adda (25./27. April 1797). 
Rouger de Laplane war unter Führung von Marschall Jean Sérurier an der Belagerung von Mantua (Juni 1796/Februar 1797) beteiligt. Zwei Jahre später stand er unter Führung von General François de Foissac wieder vor Mantua (April/Juni 1799). 
1798 plante Napoleon seinen Feldzug nach Ägypten und Rouger de Laplane wurde wiederum Stabsoffizier. 1801 kehrte Rouger de Laplane nach Frankreich zurück.
Unter Führung von Marschall Joachim Murat kämpfte Rouger de Laplane im Krieg in Spanien. Im Rang eines Général de brigade kämpfte er neben General Pierre Dupont de l’Étang vor Córdoba (8. Juni 1808), Bailén (18./22. Juli 1808) und Talavera (28. Juli 1809). Am 18. Juli 1812 machte Napoleon ihn zum Kommandanten der Festung Glogau in Schlesien. Am 10. April 1814 kapitulierte er gegenüber den preußischen Belagerern.
Nach Frankreich zurückgekehrt, wandte Rouger de Laplane sich von Napoleon ab und schloss sich König Ludwig XVIII. an. Am 5. August 1814 übernahm er militärische Aufgaben im Département Tarn-et-Garonne. Auch während der Herrschaft der Hundert Tage und nach der Schlacht bei Waterloo (18. Juni 1815) hielt er den Bourbonen die Treue. 
Als sich nach der Julirevolution von 1830 die Julimonarchie konstituierte, überstand dies Rouger de Laplane ohne politischen Schaden. Er konnte, offiziell verabschiedet von König Louis-Philippe I., am 1. Mai 1832 in den Ruhestand gehen. Rouger de Laplane starb am 20. Juni 1837 in seiner Heimatstadt und fand dort auch seine letzte Ruhestätte.

## Ehrungen
- 24. September 1803 Chevalier der Ehrenlegion
- 19. Juni 1804 Commandeur der Ehrenlegion
- 8. Mai 1835 Grand Officier der Ehrenlegion
- Sein Name findet sich am südlichen Pfeiler (22. Spalte) des Triumphbogens am Place Charles-de-Gaulle (Paris).
- Der Place du Général de Laplane in Mourvilles-Hautes wurde nach ihm benannt.